# アレクサンドル・メルニコフ
アレクサンドル・メルニコフ（英: Alexander Melnikov、露: Александр Маркович Мельников、1973年 - )は、ロシアのクラシック音楽のためのピアニスト。彼はアレクセイ・メルニコフとは別人であるため注意が必要である。

## 概要

### 活動開始と受賞歴
メルコニコフは、12歳でラフマニノフのピアノ協奏曲第1番を演奏し、モスクワ音楽院でレフ・ナウモフに師事。モスクワでの彼の最も形成的な音楽的瞬間は、スヴヤトスラフ・リヒテルとの初期の出会いであり、その後、ツヴィッカウのピアニストと歌手のためのローベルト・シューマン国際コンクール(1989年ピアノ部門, 第3位)やブリュッセルのエリザベート王妃国際音楽コンクール(1991年ピアノ部門, 第5位)などの著名なコンクールで重要な賞を受賞した。大きなWFIMC参入コンクールの優勝歴がないにもかかわらず着実に腕前を上げ、2010年には、彼の定期的なリサイタルパートナーであるヴァイオリニストのイザベル・ファウストと、ベートーヴェンのヴァイオリンとピアノのためのソナタの全曲録音がグラモフォン賞とドイツのエコー・クラシク賞を受賞し、グラミー賞にもノミネートされた。

### 管弦楽団との共演
メルニコフは、ソリストとしては、ロイヤル・コンセルトヘボウ管弦楽団、ライプツィヒ・ゲヴァントハウス管弦楽団、フィラデルフィア管弦楽団、NDR交響楽団、HR交響楽団、ロシア国立管弦楽団、ミュンヘン・フィルハーモニー管弦楽団、ロッテルダム・フィルハーモニー管弦楽団、BBCフィルハーモニー管弦楽団、シャンゼリゼ管弦楽団、NHK交響楽団などと共演し、ミハイル・プレトニョフ、テオドール・クルレンツィス、シャルル・デュトワ、パーヴォ・ヤルヴィ、ワレリー・ゲルギエフなどの指揮者に師事した。

### ショスタコーヴィチ
メルニコフは、チェンバロのアンドレアス・シュタイアーと共同で、バッハの平均律クラヴィーア曲集からの抜粋を、ショスタコーヴィチの24の前奏曲とフーガとの対話を設定するプログラムを開発した。2010年にはショスタコーヴィチの24の前奏曲とフーガは全曲録音を発表した。また、2012年2月、マーラー室内管弦楽団とテオドール・クルレンツィスとの共演によるショスタコーヴィチのピアノ協奏曲の録音がリリースされ、批評家から高い評価を得た。

### 史上最高の録音50選
メルニコフによるショスタコーヴィチの24の前奏曲とフーガの全曲録音は、BBCミュージック・マガジン・アワード、Choc de classica、Jahrespreis der Deutschen Schallplattenkritikを受賞し、この全曲録音は2011年には、BBCミュージック・マガジンの「史上最高の録音50選」の1つにも選ばれた。

### 歴史的奏法への関心
メルニコフは、幼い頃から歴史的情報に基づいた演奏活動に関心を抱いており、フライブルク・バロック管弦楽団、ムジカ・アエテルナ、ベルリン・アルテ・ムジーク・アカデミーなど、著名なピリオド・アンサンブルと定期的に共演している。2017、18年には、アレクサンドル・メルニコフは自身のプロジェクト「The Man with the Many Pianos」をツアーし、作品が書かれた時代を反映した3つの異なる楽器によるソロリサイタルを行った。ムジカ・アエテルナ、アンサンブル・レゾナンツ、ライ・シンフォニカ・オーケストラとの共演の傍ら、カメラータ・ザルツブルクとの共演、タピオラ・シンフォニエッタとのアーティスティック・パートナーとして活動を続けている。

### ディスコグラフィー
メルニコフのディスコグラフィーには、ブラームス、ラフマニノフ、ショスタコーヴィチ、スクリャービンの作品が含まれるほか、イザベル・ファウスト、ジャン・ギアン・ケイラス、パブロ・エラス・カサド、フライブルガー・バロック管弦楽団とともに、メルニコフはシューマンの協奏曲と三重奏曲をフィーチャーしたアルバムの三部作を録音した。そのほか、4手の作品からなるユニークなオールシューベルトのプログラムを録音し、コンサートでも演奏したほか、チェロ奏者のジャン・ギアン・ケイラスを含むパートナーとの室内楽の集中的なコラボレーションもある。2015年9月には、ピアノ協奏曲とピアノ三重奏曲第2番を収録した第2弾がリリースされた。2016年11月にはプロコフィエフの作品を収録した録音を発表し、6月にはショーソンとフランクのレパートリーの収録もリリースしている。